# Vaterpolski klub Jadran (Spalato)
Il Vaterpolski klub Jadran ("Associazione pallanuotistica Jadran"; abbreviato in V.K. Jadran) è una società pallanuotistica di Spalato, in Croazia. 
Nel corso degli anni il club ha cambiato nome numerose volte: Baluni, Jadran, Hajduk, Jadran Koteks, Jadran Deltron o Jadran Slobodna Dalmacija.

## Storia
Nel 1920 fu fondato il Pomorski klub Baluni, che cambiò nome in Jadran l'anno dopo aver vinto il campionato jugoslavo, nel 1924. Lo Jadran è regolarmente presente nella parte superiore della classifica dopo la seconda guerra mondiale (nel 1945-1947 come sezione dell'Hajduk Spalato), con altri sei titoli. Dopo trent'anni è tornato a vincere il titolo nazionale nel 1991, seguito da due Coppe dei Campioni nel 1992 e nel 1993.
Tuttavia, nel campionato croato il club per molti anni non riesce a imporsi, venendo preceduto da altri club come Jug Dubrovnik, Mladost, POŠK e Mornar.
Il 19 dicembre 2021 la squadra, guidato da Mile Smodlaka, vince la prima Coppa di Croazia battendo in finale il Jug Dubrovnik, sconfitto anche nella finale play-off della stagione successiva, che consentirà allo Jadran di vincere il primo campionato croato della sua storia.

## Rosa 2025-2026
| N° |                    | Ruolo | Giocatore            |
| -- | ------------------ | ----- | -------------------- |
|    | Croazia (bandiera) | P     | Marko Bijac          |
|    | Croazia (bandiera) |       | Marino Cagalj        |
|    | Croazia (bandiera) |       | Jerko Marinić Kragić |
|    | Croazia (bandiera) |       | Toni Radan           |
|    | Croazia (bandiera) |       | Zvonimir Butić       |
|    | Croazia (bandiera) |       | Duje Pejković        |
|    | Croazia (bandiera) |       | Marin Tomasovic      |
|    | Croazia (bandiera) |       | Ivan Domagoj Zovic   |
|    | Croazia (bandiera) |       | Marcus Berehulak     |
|    | Croazia (bandiera) |       | Đusan Banicevic      |

| N° |                       | Ruolo | Giocatore               |
| -- | --------------------- | ----- | ----------------------- |
|    | Croazia (bandiera)    |       | Loren Fatović           |
|    | Croazia (bandiera)    |       | Antonio Duzević         |
|    | Croazia (bandiera)    | P     | Martin Čelar            |
|    | Croazia (bandiera)    |       | Ferdinand Josip Buselic |
|    | Croazia (bandiera)    | P     | Duje Djula              |
|    | Croazia (bandiera)    |       | Sime Zilić              |
|    | Croazia (bandiera)    |       | Simon Pavlovic          |
|    | Montenegro (bandiera) |       | Petar Vodopivec         |
|    | Ungheria (bandiera)   |       | Toni Nemet              |

## Giocatori e allenatori celebri
- Mislav Bezmalinović
- Ryan Bailey
- Joško Kreković
- Miro Mihovilović
- Ante Nardelli
- Ivan Milaković
- Renco Posinković
- Ratko Rudić
- Anđelo Šetka
- Miho Bošković
- Dubravko Šimenc
- Renato Vrbičić
- Mile Smodlaka
- Adrian Ježina
- Ivo Cipci
- Radovan Miškov

## Palmarès

### Trofei nazionali
- Campionato jugoslavo: 9

1923, 1939, 1946, 1947, 1948, 1954, 1957, 1960, 1991
- Campionato jugoslavo d'inverno: 1

1967
- Kup Hrvatske: 1

2021-22
- Campionato croato: 3

2022-23, 2023-24, 2024-25
- Supercoppa di Croazia: 1

2023

### Trofei internazionali
- Eurolega: 2

1991-92, 1992-93
- Coppa COMEN: 2

1991, 1995

### Trofei femminili
- Campionato croato: 1

2024